# Operacija Jaguar
Operacija "Jaguar" događala se od 17. do 23. svibnja 1992. godine kojoj je cilj bio oslobađanje strateški važne točke, brdo Križ, iznad Bibinja. Rezultat operacije bio je smanjen artiljerijski pritisak na Zadar.

## Tijek operacije
Oko 13 sati, početkom operacije 17. svibnja 1992., presječena je komunikacija snaga na brdu Križ s ostalim srpskim snagama. Narednih 5 dana Križ je bio u blokadi. Nakon čekanja smjene čiji je dolazak bio predviđen, ručnim protuoklopom uništen je tenk T-34 i BOV te PZ topovima cijela kolona od 5 kamiona. 23. svibnja 1992. čitavo uporište se predalo hrvatskim snagama. U pregovorima je dogovoren transport 48 neprijateljskih vojnika do njihove točke sigurnosti, što je i ispoštovano. 
U operaciji su sudjelovale postrojbe 2. bojne 159. brigade s Dračevca, iz Sukošana i Bibinja, te postrojba na Sv. Martinu. Također su sudjelovale i postrojbe policije, kao i udruženo topništvo 112., 134. i 159. brigade.
2012. godine izašla je knjiga Ivana Vitanovića "Operacija Jaguar - oslobađanje brda Križ".